# Liberális Párt (Norvégia)
A Liberális Párt (norvégul: Venstre, jelentése: Baloldal, jele: V), egy norvégiai liberális, szociálliberális szellemiségű politikai párt, amely 1884 óta létezik. A párt Norvégia legrégebbi pártja, amely számos reformot hozott az országnak: a parlamentáris demokrácia, általános választójog, vallásszabadság és az állami iskolák bevezetése köszönhető a pártnak. A 19. század végén és a 20. század első felében az ország meghatározó és domináns politikai pártja volt. A második világháború óta szerepe visszaesett, kis párt lett és jellemzően a jobboldali kormánykoalíciók tagja szokott lenni. 
A párt önmagát szociálliberálisnak tartja, támogatja a személyi szabadságot, az 1970-es évek óta a párt környezetvédelmet is fontosnak tartja. A párt elkötelezett híve a multikulturalizmusnak és növelné a Norvégiába munkavállalás miatt érkező bevándorlók számát. A párt a politikai térképen középen helyezkedik el Norvégiában. 
Megalapításakor a párt választói a földművesek és a polgárság progresszív szellemiségű tagjai voltak.

## Ideológia
A párt liberális, de gyakran vett részt jobbközép illetve centrista kormányokban. 2001 és 2005 között a párt tagja volt a Keresztény Néppárt és Konzervatív Párt által fémjelzett kormánykoalíciónak. A párt 2005 óta ellenzékben van, ám ez a párt támogatja a kék-zöld szövetséget, aminek értelmében egy konzervatív párt kormányoz együtt zöld párttal.
A párt gyakran kampányol a környezetvédelemmel, oktatással, kis és középvállalkozásokkal kapcsolatos ügyekben. A párt magasabb adót vetne ki a környezetszennyező vállalkozásoknak.  Támogatják a munkavállalás miatti bevándorlást, eltöröltetné a Norvég Egyház állami egyházi tisztségét, eltöröltetnék a jóléti és örökösödési adókat. A párt jó kapcsolatot ápol a Keresztény Néppárttal. 

## Párt elnökei
- 1884 Johan Sverdrup
- 1884-1889 Ole Anton Qvam
- 1889-1893 Johannes Steen
- 1893-1894 Viggo Ullmann
- 1894-1896 Ole Anton Qvam
- 1898-1900 Viggo Ullmann
- 1900-1903 Lars Holst
- 1903-1909 Carl Berner
- 1909-1927 Gunnar Knudsen
- 1927-1940 Johan Ludwig Mowinckel
- 1945-1952 Jacob S. Worm-Müller
- 1952-1964 Bent Røiseland
- 1964-1970 Gunnar Garbo
- 1970-1972 Helge Seip
- 1972-1974 Helge Rognlien
- 1974-1976 Eva Kolstad
- 1976-1982 Hans Hammond Rossbach
- 1982-1986 Odd Einar Dørum
- 1986-1990 Arne Fjørtoft
- 1990-1992 Håvard Alstadheim
- 1992-1996 Odd Einar Dørum
- 1996-2010 Lars Sponheim
- 2010 óta Trine Skei Grande

## Párt által delegált miniszterelnökök
- 1884-1889 Johan Sverdrup
- 1891-1893 Johannes Steen
- 1898-1902 Johannes Steen
- 1902-1903 Otto Blehr
- 1907-1908 Jørgen Løvland
- 1908-1910 Gunnar Knudsen
- 1913-1920 Gunnar Knudsen
- 1921-1923 Otto Blehr
- 1924-1926 Johan Ludwig Mowinckel
- 1928-1931 Johan Ludwig Mowinckel
- 1933-1935 Johan Ludwig Mowinckel